# Sommarön (Husö, Sottunga, Åland)
Sommarön är en före detta ö numera udde på Husö i Sottunga kommun på Åland.

## Namn och etymologi
På äldre kartor heter ön Hästen. Med 'sommar' antyds att ön använts om sommaren, främst för bete och mjölkhantering. Längs Finlands kuster finns ett tjugotal öar med namnet Sommarö. Det rör sig om relativt stora öar med riklig växtlighet belägna nära bebyggelse.